# Changshu
Changshu är en stad på häradsnivå som lyder under Suzhous stad på prefekturnivå Jiangsu-provinsen i östra Kina. Den ligger omkring 190 kilometer öster om provinshuvudstaden Nanjing.